# 谢尔曼圆环
谢尔曼圆环（Sherman Circle）是华盛顿哥伦比亚特区的一个交通环岛，位于西北区佩特沃思（Petworth）社区，伊利诺伊大道、堪萨斯大道，7街和克里滕登街的交汇处。该圆环得名于美国内战时期的将军威廉·特库姆塞·谢尔曼。